# Shooting Stars Award

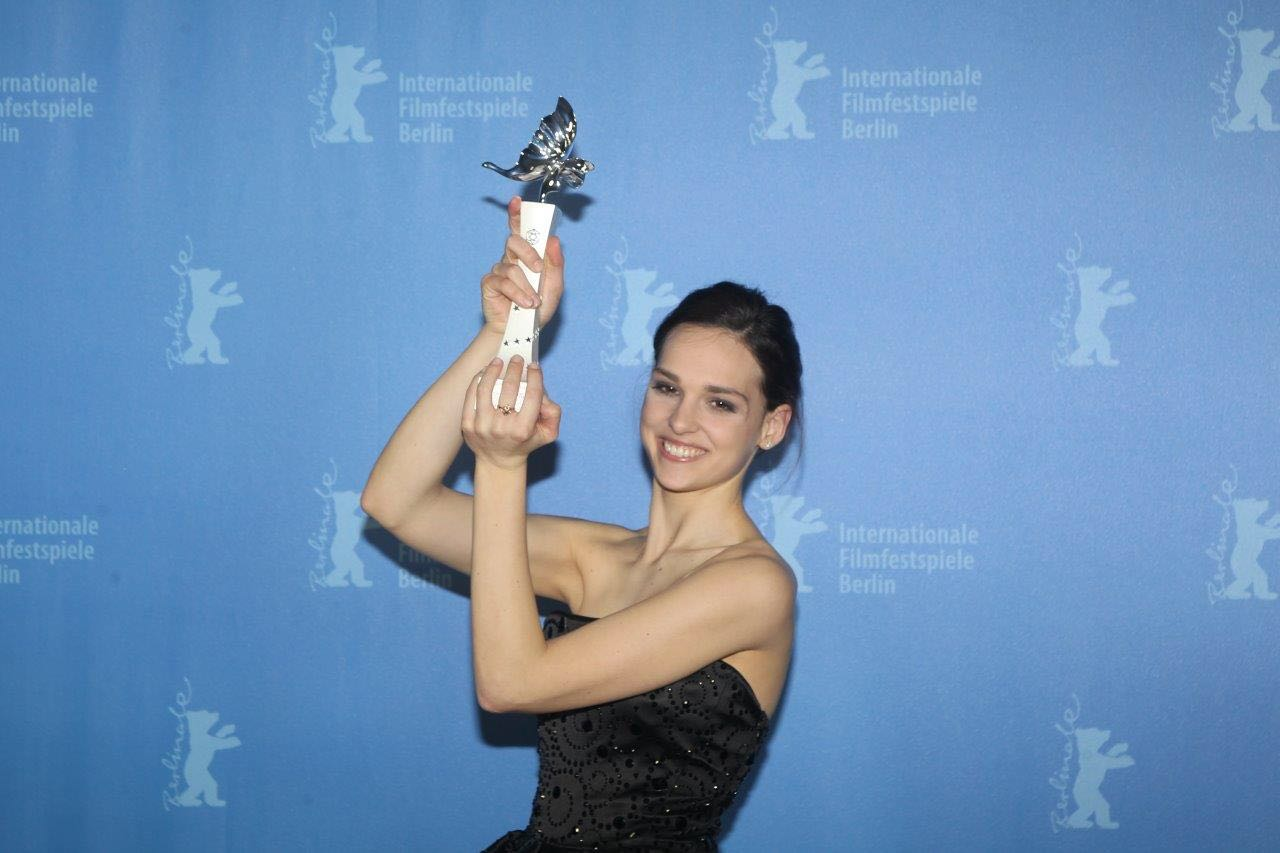
L'attrice italiana Sara Serraiocco con lo Shooting Stars Award vinto nel 2016

Lo Shooting Stars Award è un premio assegnato ogni anno a giovani attori europei durante il Festival internazionale del cinema di Berlino. È stato introdotto nel 1998 dalla European Film Promotion (EFP), organizzazione per la promozione del cinema europeo, ed è sostenuto dal MEDIA Programme dell'Unione europea.
Ogni anno, attori e attrici tra i 16 e i 32 anni che hanno già rivestito un ruolo da protagonista negli ultimi 18 mesi, sono nominati dai Paesi membri dell'EFP e valutati da una giuria internazionale di esperti e professionisti del settore cinematografico. La giuria seleziona i vincitori in base alla loro recitazione nei film più recenti e questi hanno così la possibilità di partecipare a conferenze stampa, servizi fotografici e incontri con direttori di casting, registi e produttori.
Attualmente sono dieci i premi assegnati e la cerimonia di premiazione avviene al Berlinale Palast.
Tra gli attori che hanno ricevuto lo Shooting Stars Award figurano Rachel Weisz, Moritz Bleibtreu, Daniel Craig, Ludivine Sagnier, Jérémie Renier, Daniel Brühl, Georg Friedrich, Carey Mulligan, Alicia Vikander, Mikkel Boe Følsgaard e gli italiani Stefano Accorsi, Jasmine Trinca, Elio Germano, Maya Sansa, Isabella Ragonese e Alessandro Borghi.

## Vincitori dello Shooting Stars Award

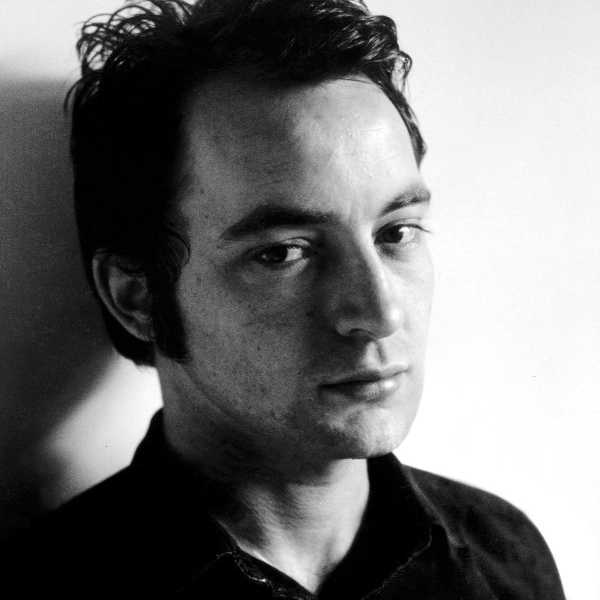
Francisco Nascimento
SSA 2000

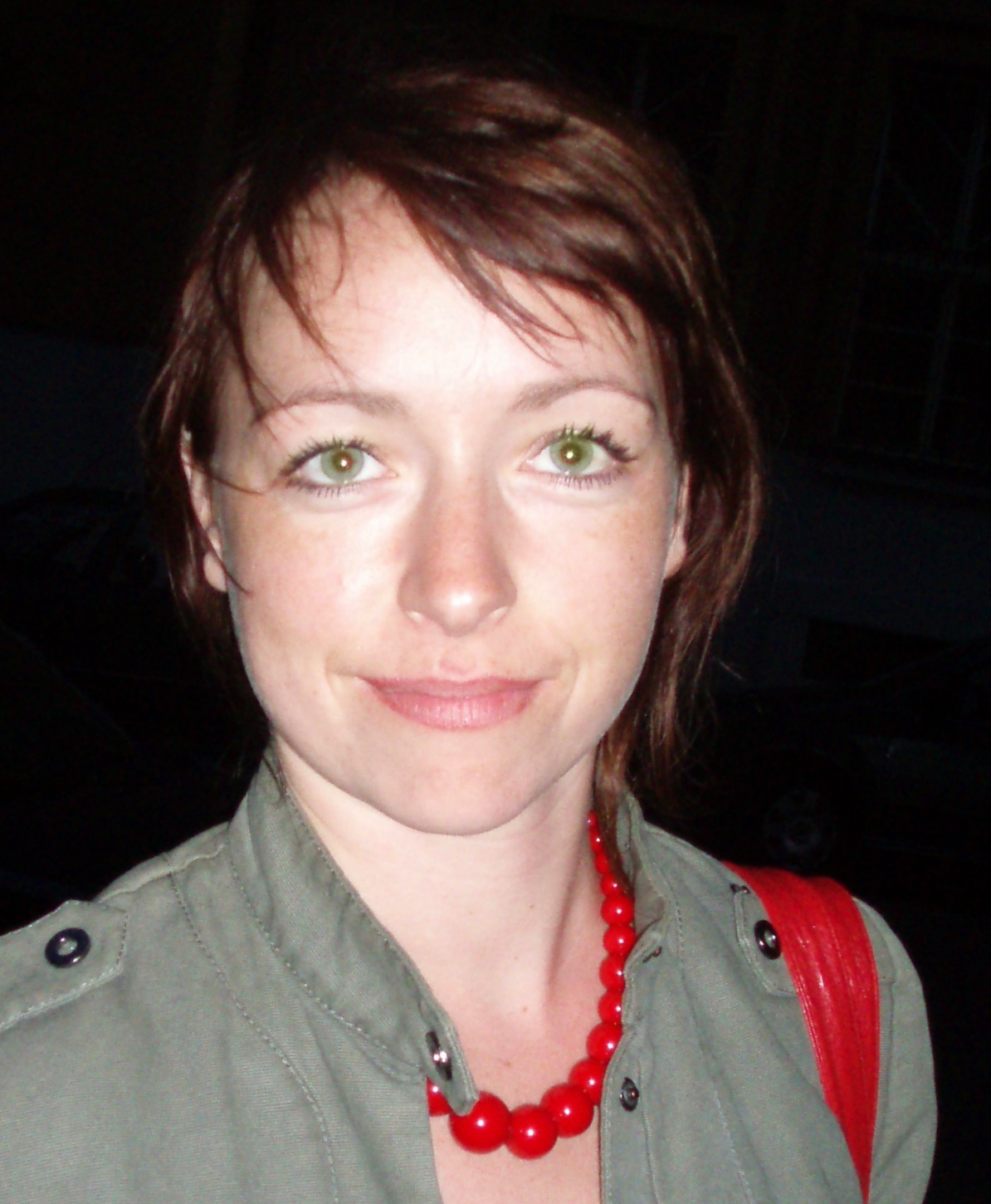
Tatiana Vilhelmová
SSA 2003

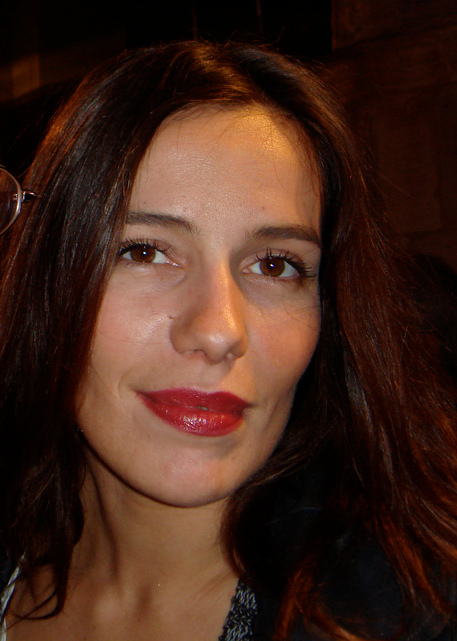
Zoé Félix
SSA 2004

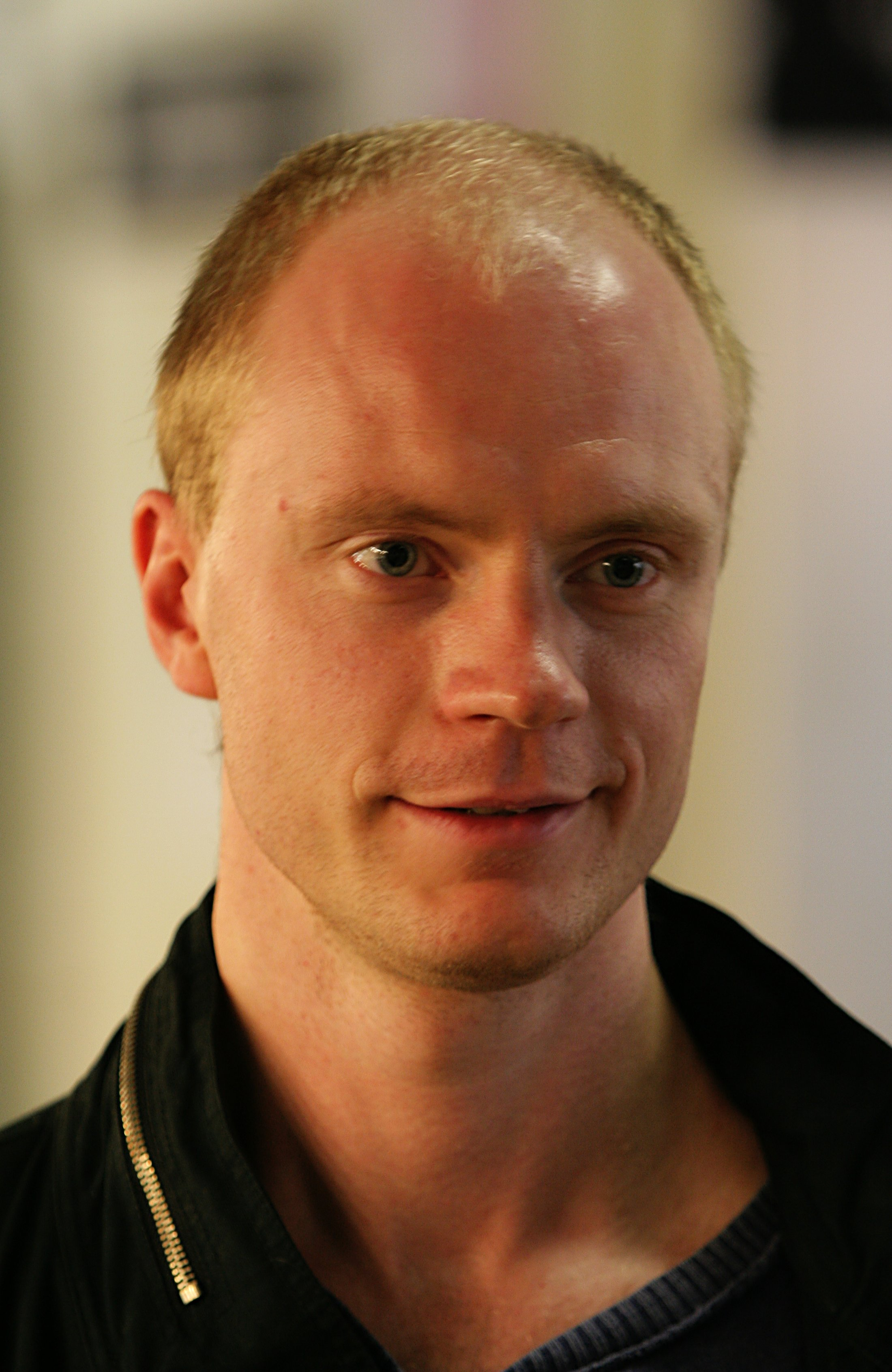
Jan Budař
SSA 2005

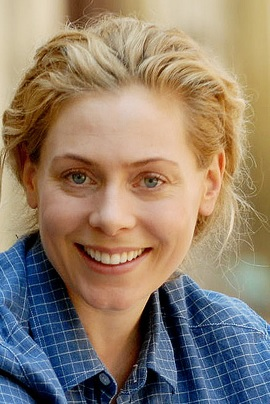
Eva Röse
SSA 2006

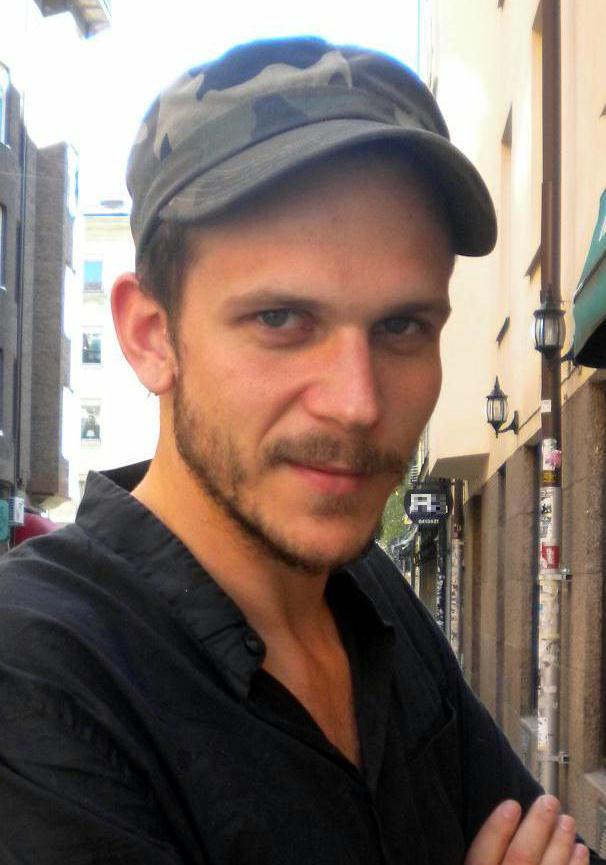
Gustaf Skarsgård
SSA 2007

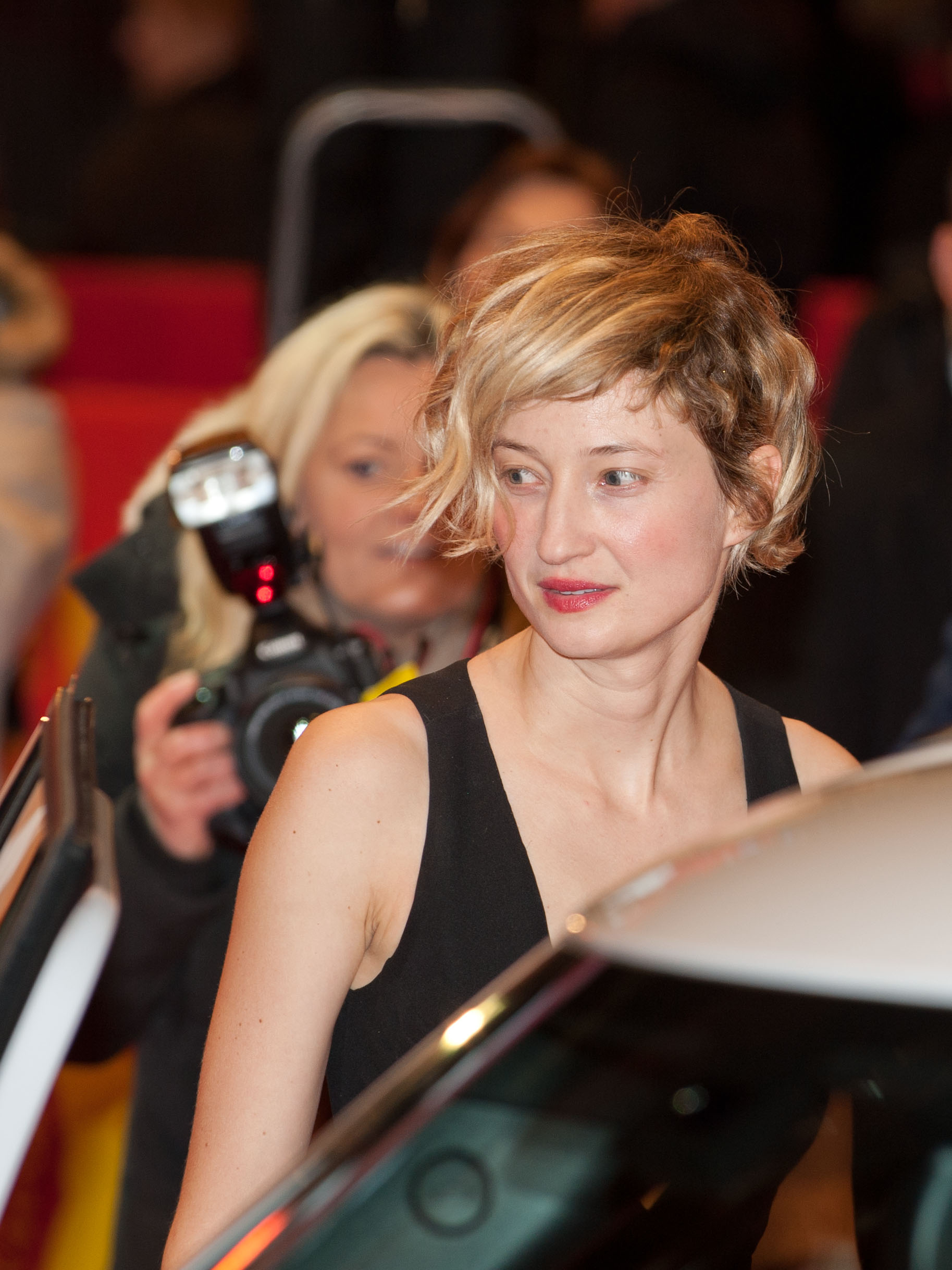
Alba Rohrwacher
SSA 2009

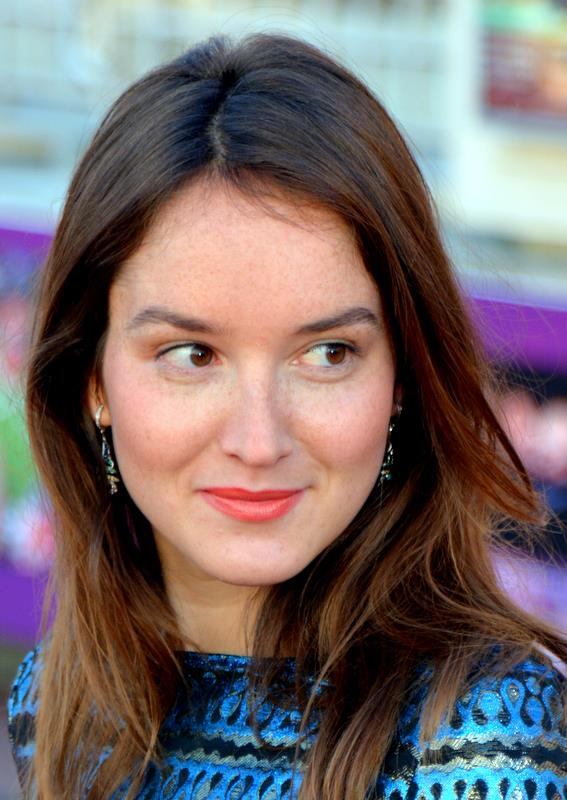
Anaïs Demoustier
SSA 2010

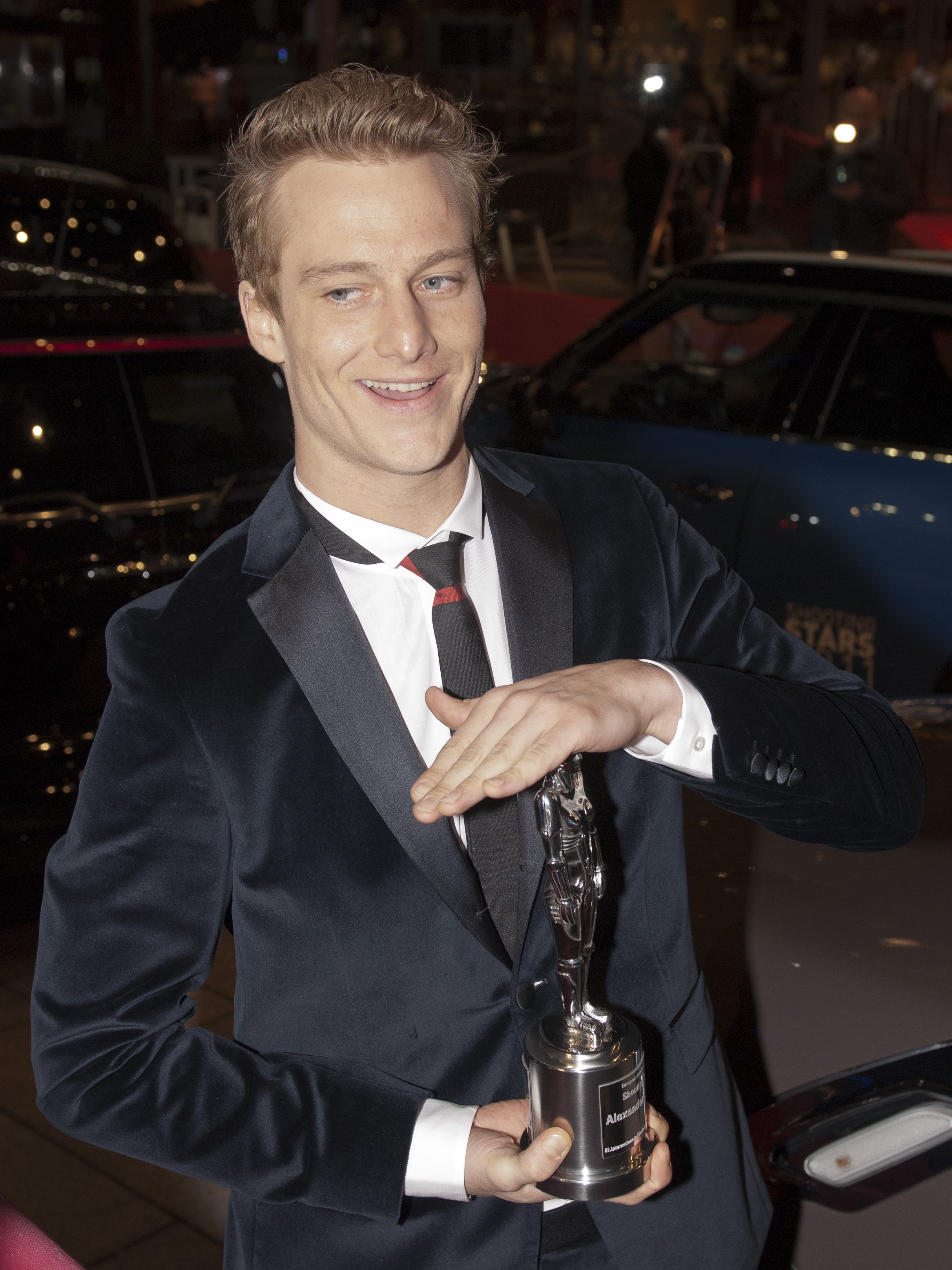
Alexander Fehling
SSA 2011

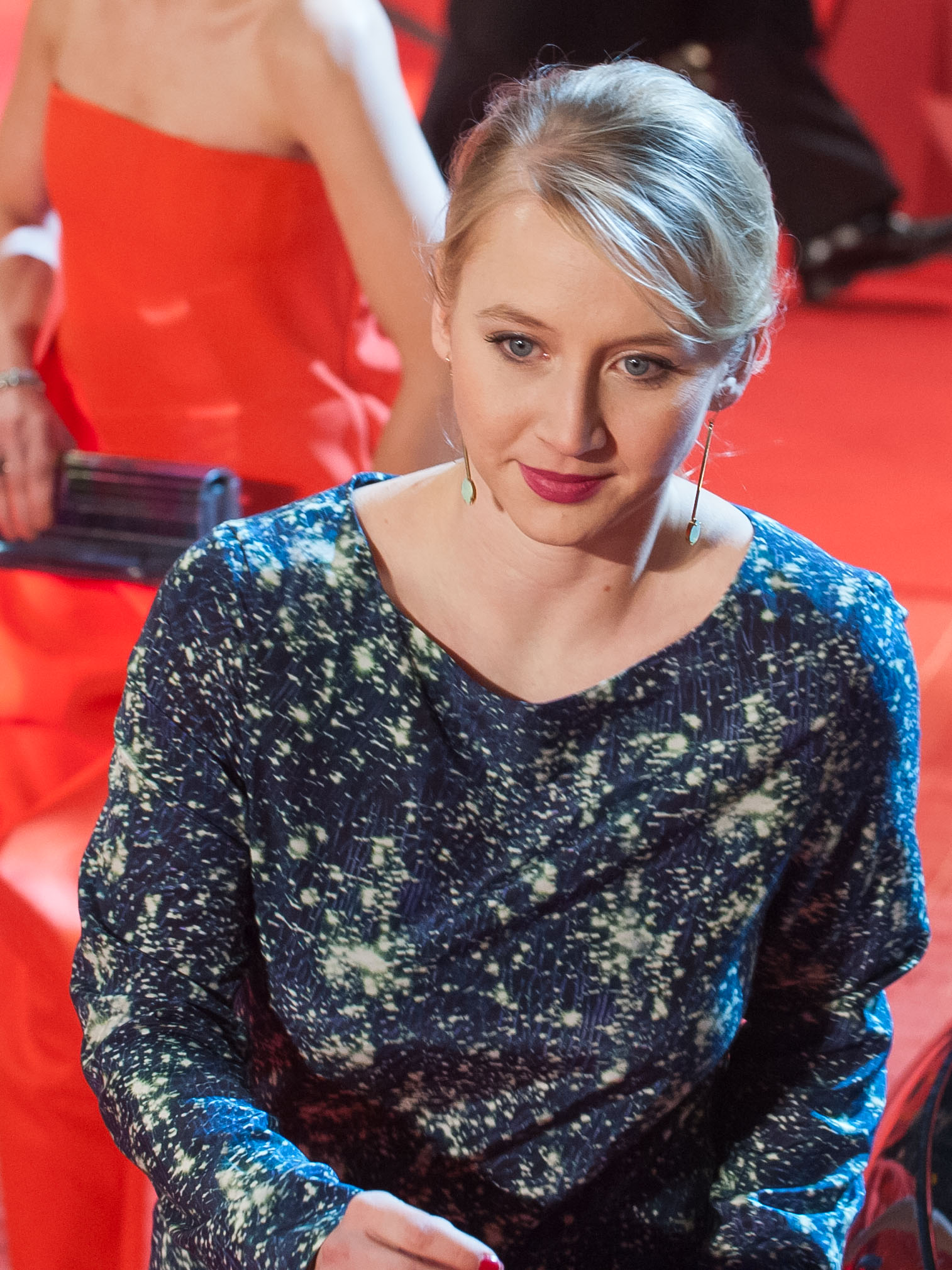
Anna Maria Mühe
SSA 2012

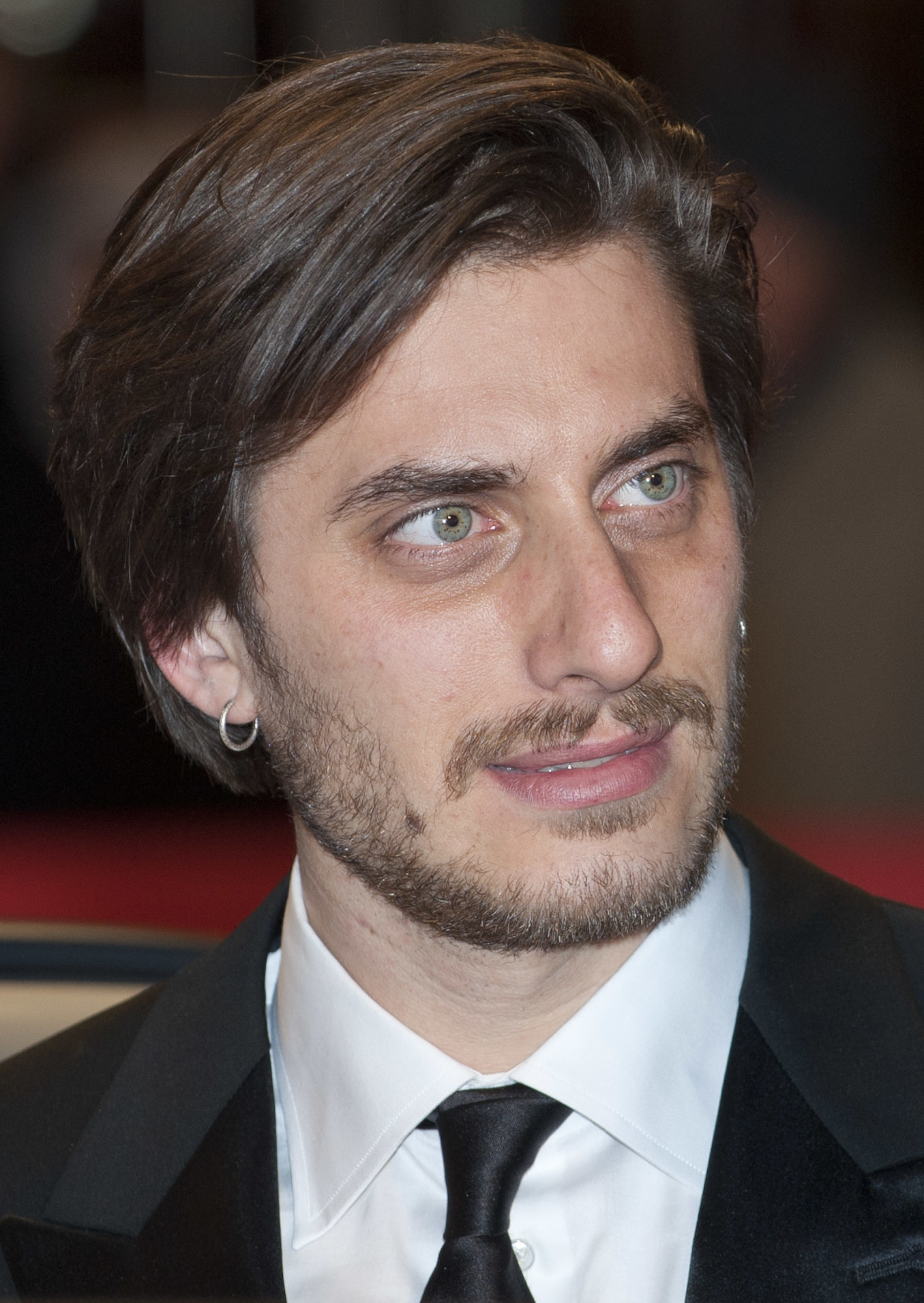
Luca Marinelli
SSA 2013

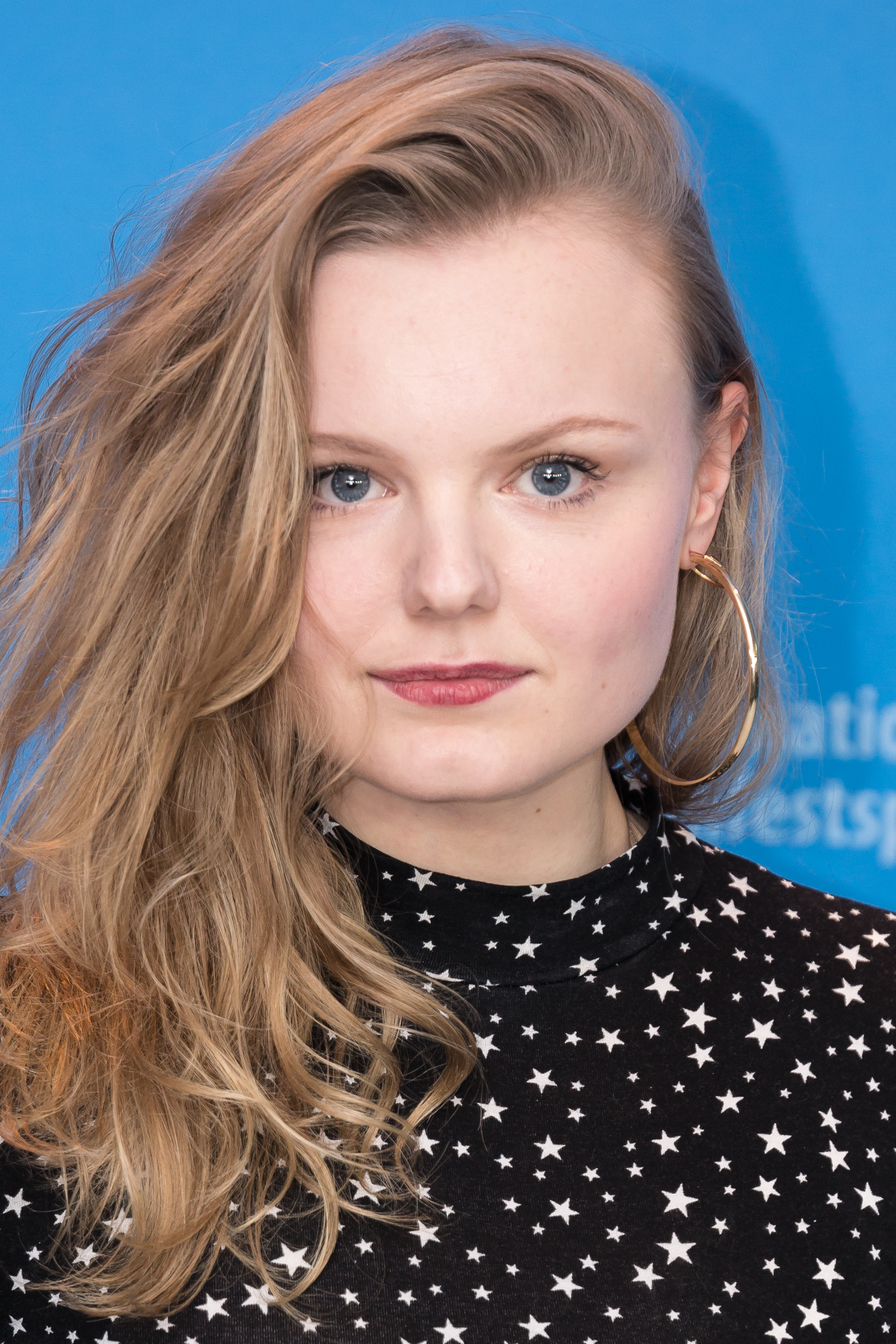
Maria Dragus
SSA 2014

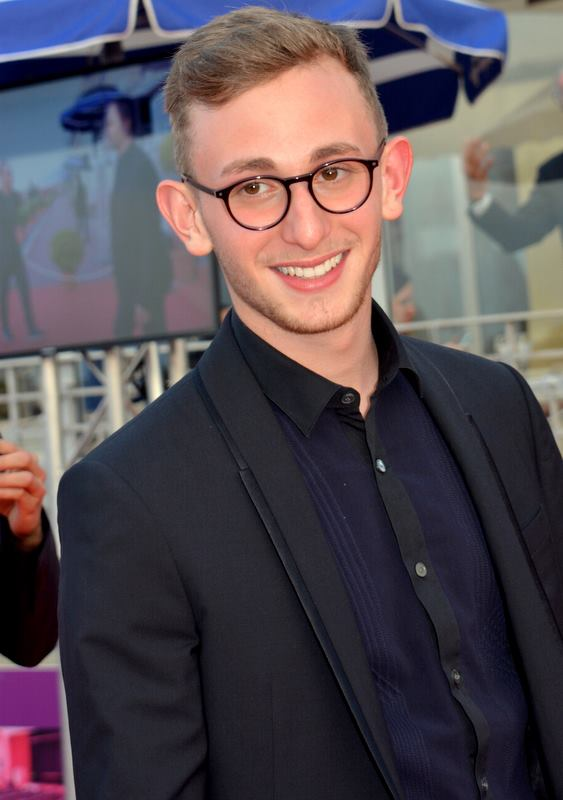
Kacey Mottet Klein
SSA 2016

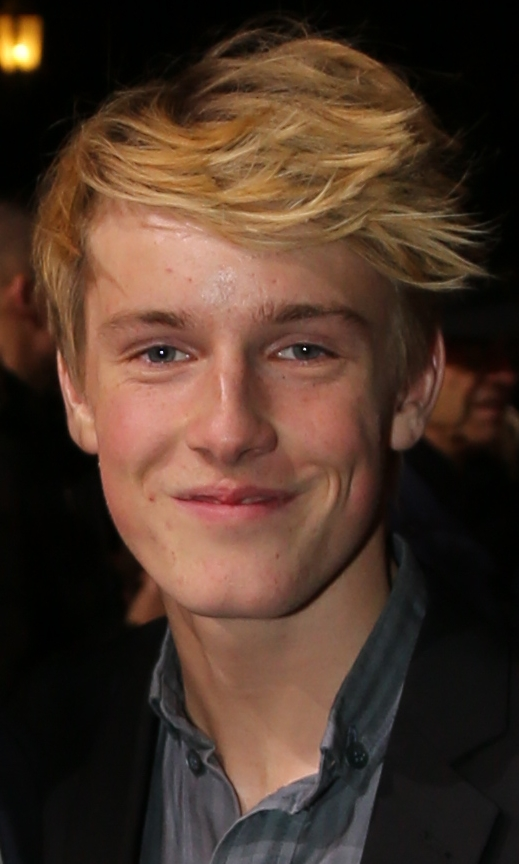
Louis Hofmann
SSA 2017

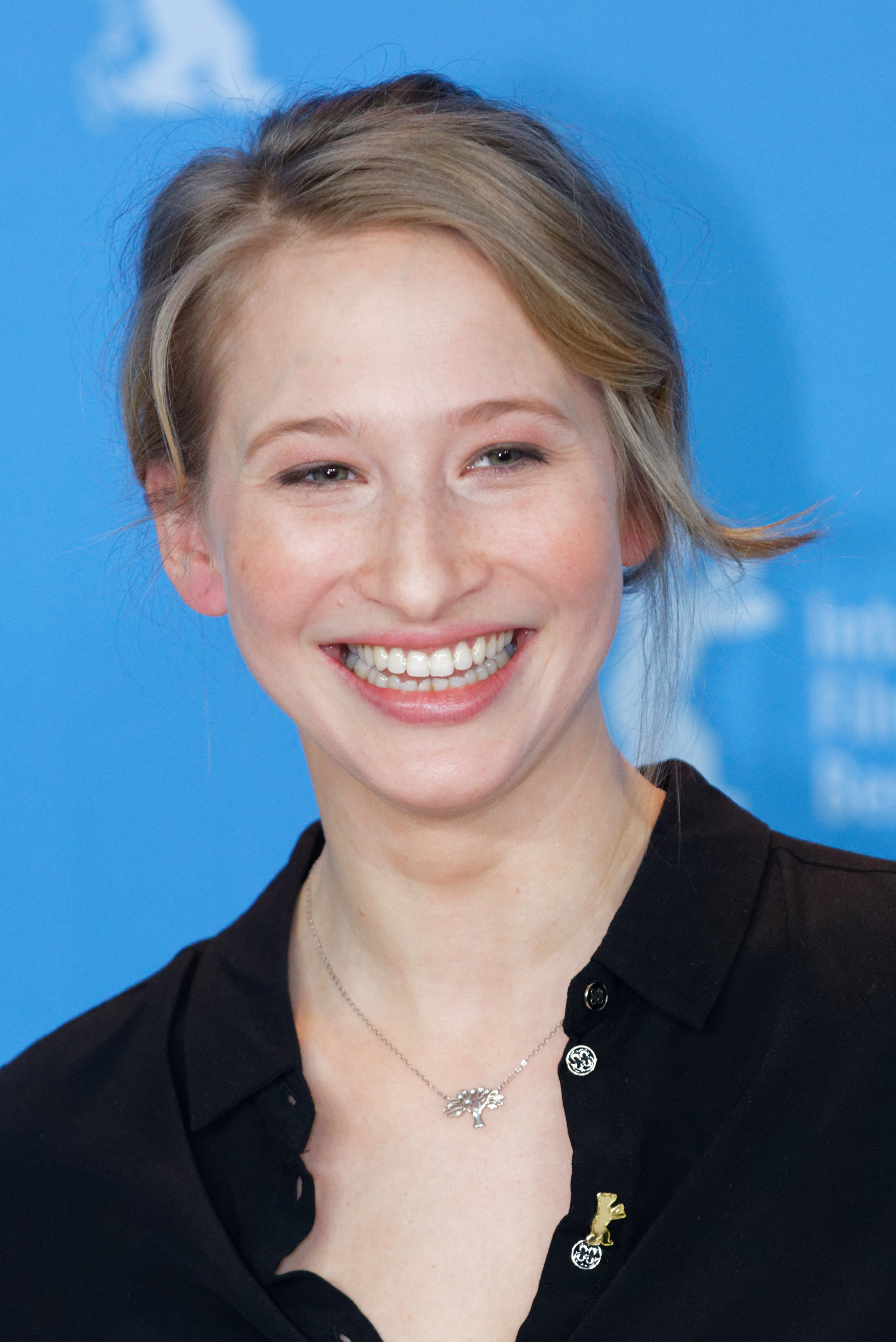
Réka Tenki
SSA 2018

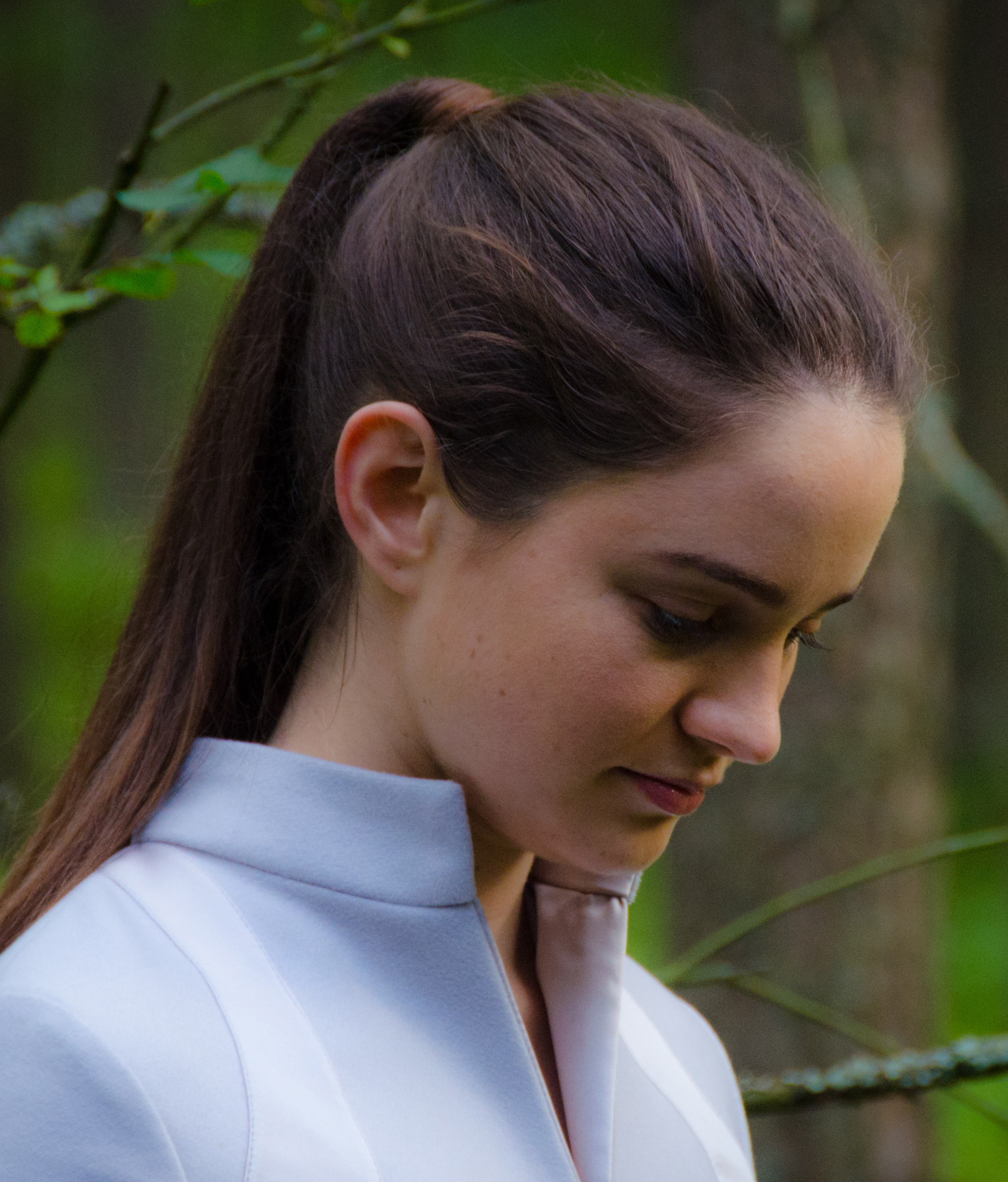
Aisling Franciosi
SSA 2019

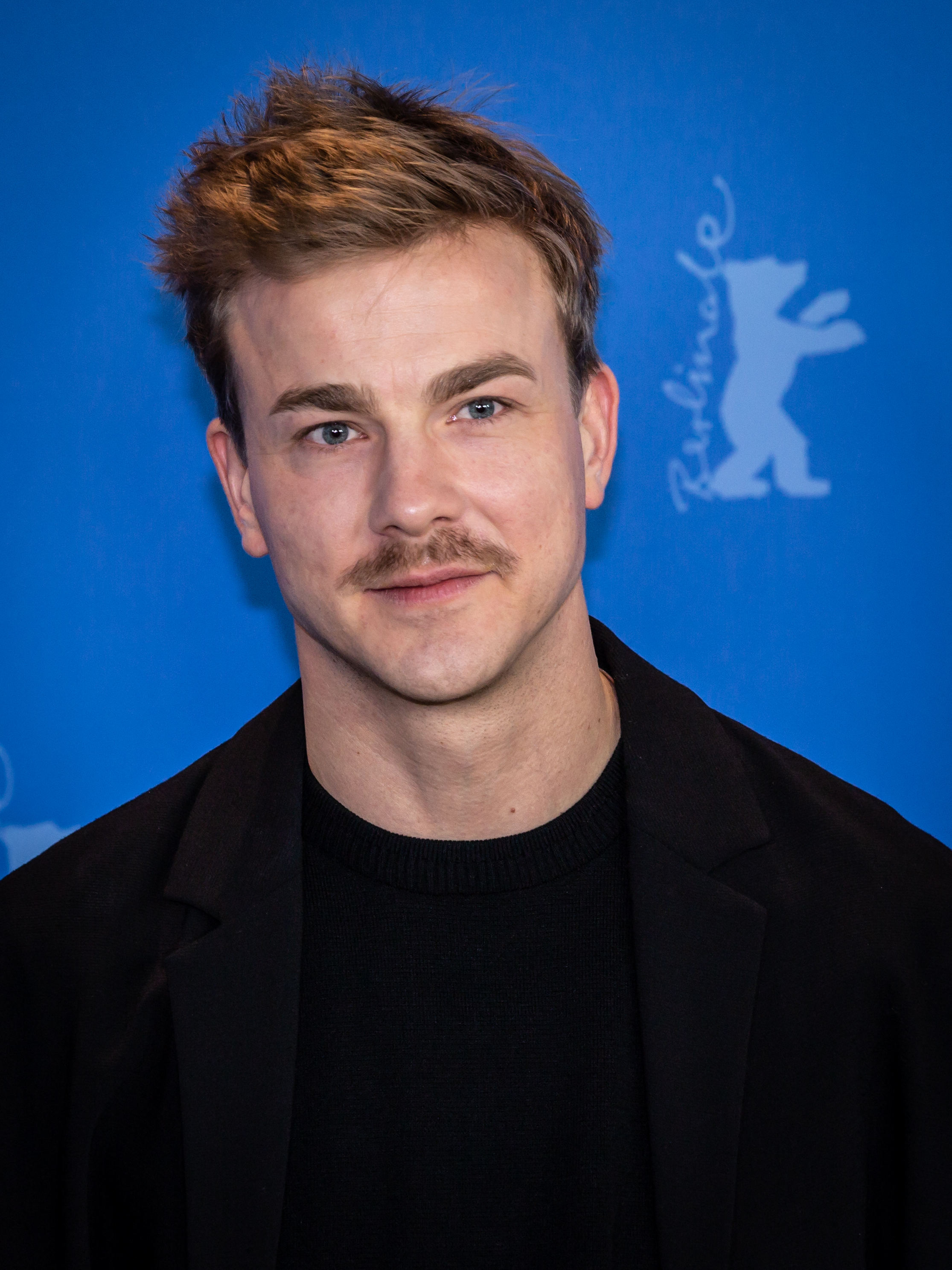
Albrecht Schuch
SSA 2021

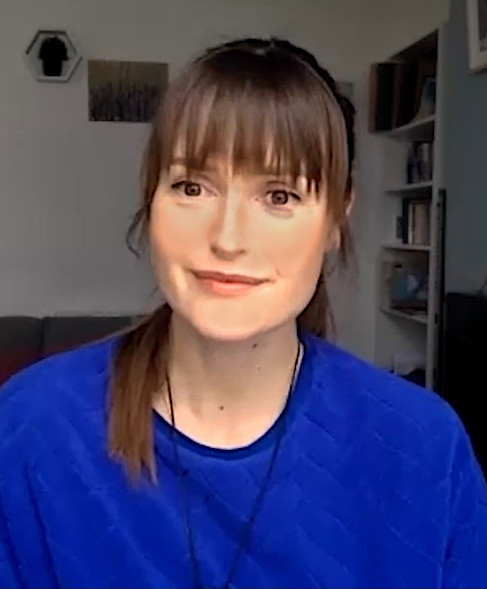
Clare Dunne
SSA 2022

| Anno | Attori | Attrici | Giuria |
| 1998 | Juan Diego Botto (Spagna) Fritz Karl (Austria) Victor Löw (Paesi Bassi) Michaël Pas (Belgio) Melvil Poupaud (Francia) Lars Simonsen (Danimarca) Jürgen Vogel (Germania) | Beatriz Batarda (Portogallo) Clotilde Courau (Francia) Sabriana Leurquin (Belgio) Labina Mitevska (Repubblica di Macedonia) Franka Potente (Germania) Íngrid Rubio (Spagna) Anneke von der Lippe (Norvegia) Vicky Volioti (Grecia) Rachel Weisz (Regno Unito)                                                                                             | - |
| 1999 | Moritz Bleibtreu (Germania) Mathieu Demy (Francia) Renos Haralambidis (Grecia) Diogo Infante (Portogallo) Eduardo Noriega (Spagna) Paul Ronan (Irlanda) Christian Schmidt (Austria) Ingvar Eggert Sigurdsson (Islanda) Johan Widerberg (Svezia) | Soraya Gomaa (Svizzera) Iben Hjejle (Danimarca) Kelly Macdonald (Regno Unito) Ana Moreira (Portogallo) Maria Schrader (Germania) Rachael Stirling (Regno Unito) Alexia Stresi (Francia) Tamar van den Dop (Paesi Bassi) Leonor Watling (Spagna) | - |
| 2000 | Antoine Chappey (Francia) Daniel Craig (Regno Unito) August Diehl (Germania) Hilmir Snær Guðnason (Islanda) Thure Lindhardt (Danimarca) Fele Martínez (Spagna) Francisco Nascimento (Portogallo) Martin Rapold (Svizzera) | Caroline Ducey (Francia) Rita Durão (Portogallo) Nina Hoss (Germania) Nadja Hüpscher (Paesi Bassi) Myriam Muller (Lussemburgo) Photini Papadodima (Grecia) Nina Proll (Austria) Alexandra Rapaport (Svezia) Maya Sansa (Italia) Natalia Verbeke (Spagna)                                                                                                  | - |
| 2001 | Stefano Accorsi (Italia) Eloy Azorín (Spagna) Benno Fürmann (Germania) Mickey Hardt (Lussemburgo) Baltasar Kormákur (Islanda) Filip Peeters (Belgio) Alexandre Pinto (Portogallo) Malik Zidi (Francia) | Kate Ashfield (Regno Unito) Elaine Cassidy (Irlanda) Anne-Shlomit Deonna (Svizzera) Ann Eleonora Jørgensen (Danimarca) Heike Makatsch (Germania) Gørild Mauseth (Norvegia) Birgit Minichmayr (Austria) Evelina Papoulia (Grecia) Ludivine Sagnier (Francia) Aylin Yay (Belgio)                                                                            | - |
| 2002 | Enrique Alcides (Spagna) Luc Feit (Lussemburgo) Michael Finger (Svizzera) Fabrizio Gifuni (Italia) Marcell Miklós (Ungheria) Jérémie Renier (Belgio) Fedja van Huêt (Paesi Bassi) Antonio Wannek (Germania) | Carla Bolito (Portogallo) Maria Bonnevie (Norvegia) Rachida Brakni (Francia) Lindsey Harris (Irlanda) Athena Maximou (Grecia) Tuva Novotny (Svezia) Lucy Russell (Regno Unito) Margrét Vilhjálmsdóttir (Islanda) Maria Würgler Rich (Danimarca) | - |
| 2003 | Daniel Brühl (Germania) Libero de Rienzo (Italia) Kristoffer Joner (Norvegia) Nikolaj Lie Kaas (Danimarca) Torkel Petersson (Svezia) Matthias Schoenaerts (Belgio) Daan Schuurmans (Paesi Bassi) Jamie Sives (Regno Unito) | Leonor Baldaque (Francia) Cécile de France (Belgio) Nína Dögg Filippusdóttir (Islanda) Minna Haapkylä (Finlandia) Maria Hofstätter (Austria) Marilita Lambropoulou (Grecia) Flora Montgomery (Irlanda) Szonja Oroszlán (Ungheria) Mona Petri (Svizzera) Goya Toledo (Spagna) Tatiana Vilhelmová (Repubblica Ceca)                                         | - |
| 2004 | Georg Friedrich (Austria) Aksel Hennie (Norvegia) Michael Koch (Svizzera) Tom Leick (Lussemburgo) Tómas Lemarquis (Islanda) Filippo Nigro (Italia) Andrew Scott (Irlanda) Ângelo Torres (Portogallo) Andreas Wilson (Svezia) | Alexandra Aidini (Grecia) Elena Anaya (Spagna) Lubna Azabal (Francia) Eva Birthistle (Regno Unito) Irina Björklund (Finlandia) Zoé Félix (Francia) Anna Geislerová (Repubblica Ceca) Kristine Nevarauska (Lettonia) Eszter Ónodi (Ungheria) Thekla Reuten (Paesi Bassi) Sonja Richter (Danimarca) Maria Simon (Germania)                                  | - |
| 2005 | Jan Budař (Repubblica Ceca) Jakob Cedergren (Danimarca) Mark O'Halloran (Irlanda) Giorgio Pasotti (Italia) Max Riemelt (Germania) Trond Espen Seim (Norvegia) Kari-Pekka Toivonen (Finlandia) Unax Ugalde (Spagna) | Aleksandra Balmazović (Slovenia) Johanna Bantzer (Svizzera) Marisa Cruz (Portogallo) Sara Forestier (Francia) Dorka Gryllus (Ungheria) Frida Hallgren (Svezia) Monic Hendrickx (Paesi Bassi) Alexia Kaltsiki (Grecia) Sascha Ley (Lussemburgo) Alfrun Ornolfsdottir (Islanda) Archie Panjabi (Regno Unito) Marie Vinck (Belgio) Franziska Weisz (Austria) | - |
| 2006 | Björn Hlynur Haraldsson (Islanda) Carlos Leal (Svizzera) Pavel Liška (Repubblica Ceca) Nuno Lopes (Portogallo) Christos Loulis (Grecia) Mimoun Oaïssa (Paesi Bassi) Jasper Pääkkönen (Finlandia) Riccardo Scamarcio (Italia) | Beate Bille (Danimarca) Marta Etura (Spagna) Gabriella Hámori (Ungheria) Maarja Jakobson (Estonia) Vesela Kazakova (Bulgaria) Iva Krajnc (Slovenia) Ruth Negga (Irlanda) Lucy Punch (Regno Unito) Kathrin Resetarits (Austria) Eva Röse (Svezia) Ane Dahl Torp (Norvegia) Fanny Valette (Francia) Johanna Wokalek (Germania)                              | - |
| 2007 | Nils Althaus (Svizzera) Nicolai Cleve Broch (Norvegia) Maximilian Brückner (Germania) Pádraic Delaney (Irlanda) David Dencik (Danimarca) Tommi Eronen (Finlandia) Gísli Örn Garðarsson (Islanda) Óscar Jaenada (Spagna) Kevin Janssens (Belgio) Marko Mandić (Slovenia) Péter Nagy (Ungheria) Afonso Pimentel (Portogallo) Gustaf Skarsgård (Svezia) Rain Tolk (Estonia) Jules Werner (Lussemburgo) | Kate Dickie (Regno Unito) Agnieszka Grochowska (Polonia) Klára Issová (Repubblica Ceca) Mélanie Laurent (Francia) Táňa Pauhofová (Slovacchia) Maria Popistașu (Romania) Halina Reijn (Paesi Bassi) Sabrina Reiter (Austria) Jasmine Trinca (Italia) Panayota Vladi (Grecia)                                                                               | - |
| 2008 | Joel Basman (Svizzera) Nicolas Cazalé (Francia) Elio Germano (Italia) Marko Igonda (Slovacchia) Zsolt Nagy (Ungheria) | Stine Fischer Christensen (Danimarca) Maryam Hassouni (Paesi Bassi) Hannah Herzsprung (Germania) Anamaria Marinca (Romania) | Derek Power (USA) Vibeke Windeløv (Danimarca) Michael Ballhaus (Germania) Lucy Russell (Regno Unito) Beatrice Kruger (Italia)                       |
| 2009 | David Kross (Germania) Cyron Melville (Danimarca) Samuli Vauramo (Finlandia) | Sarah Bolger (Irlanda) Céline Bolomey (Svizzera) Verónica Echegui (Spagna) Hafsia Herzi (Francia) Carey Mulligan (Regno Unito) Alba Rohrwacher (Italia) Orsi Tóth (Ungheria) | Antonio Saura (Spagna) Labina Mitevska (Macedonia) Marion Hänsel (Belgio) Patrícia Vasconcelos (Portogallo) Peter Cowie (Regno Unito)               |
| 2010 | Dragoș Bucur (Romania) Anders Baasmo Christiansen (Norvegia) Kryštof Hádek (Repubblica Ceca) Edward Hogg (Regno Unito) Michele Riondino (Italia) | Agata Buzek (Polonia) Zrinka Cvitešić (Croazia) Anaïs Demoustier (Francia) Lotte Verbeek (Paesi Bassi) Pihla Viitala (Finlandia) | Anna Geislerová (Repubblica Ceca) Giuseppe Piccioni (Italia) Karl Baumgartner (Germania) Leo Davis (Regno Unito) Steven Gaydos (USA)                |
| 2011 | Pilou Asbæk (Danimarca) Alexander Fehling (Germania) Domhnall Gleeson (Irlanda) Nik Xhelilaj (Albania) | Sylvia Hoeks (Paesi Bassi) Clara Lago (Spagna) Natasha Petrovic (Macedonia) Andrea Riseborough (Regno Unito) Marija Škaričić (Croazia) Alicia Vikander (Svezia) | Heike Makatsch (Germania) Ole Christian Madsen (Danimarca) Cédomir Kolar (Francia) Lina Todd (USA) Derek Elley (Regno Unito)                        |
| 2012 | Riz Ahmed (Regno Unito) Jakub Gierszał (Polonia) Hilmar Guðjónsson (Islanda) Max Hubacher (Svizzera) Bill Skarsgård (Svezia) | Antonia Campbell-Hughes (Irlanda) Adèle Haenel (Francia) Anna Maria Mühe (Germania) Isabella Ragonese (Italia) Ana Ularu (Romania) | Simone Bär (Germania) Marleen Gorris (Paesi Bassi) Thure Lindhardt (Danimarca) Matt Mueller (Regno Unito) Ada Solomon (Romania)                     |
| 2013 | Mikkel Boe Følsgaard (Danimarca) Jure Henigman (Slovenia) Luca Marinelli (Italia) | Laura Birn (Finlandia) Ada Condeescu (Romania) Arta Dobroshi (Repubblica del Kosovo) Carla Juri (Svizzera) Nermina Lukač (Svezia) Saskia Rosendahl (Germania) Christa Théret (Francia) | Bettina Brokemper (Germania) Thierry Chèze (Francia) Jina Jay (Regno Unito) Alba Rohrwacher (Italia) Jasmila Žbanić (Bosnia Erzegovina)             |
| 2014 | Marwan Kenzari (Paesi Bassi) Jakob Oftebro (Norvegia) Mateusz Kościukiewicz (Polonia) Nikola Rakočević (Serbia) George MacKay (Regno Unito) | Danica Curcic (Danimarca) Maria Dragus (Germania) Miriam Karlkvist (Italia) Cosmina Stratan (Romania) Edda Magnason (Svezia) | Anders Baasmo Christiansen (Norvegia) Charles Gant (Regno Unito) Hermine Huntgeburth (Germania) Oriana Kunčić (Croazia) Jani Thiltges (Lussemburgo) |
| 2015 | Joachim Fjelstrup (Danimarca) Jannis Niewöhner (Germania) Moe Dunford (Irlanda) Sven Schelker (Svizzera) | Emmi Parviainen (Finlandia) Hera Hilmer (Islanda) Aistė Diržiūtė (Lituania) Natalia de Molina (Spagna) Abbey Hoes (Paesi Bassi) Maisie Williams (Regno Unito) | Nathalie Cheron (Francia) Danijel Hočevar (Slovenia) Eva Röse (Svezia) Małgorzata Szumowska (Polonia) Damon Wise (Regno Unito)                      |
| 2016 | Atli Óskar Fjalarsson (Islanda) Reinout Scholten van Aschat (Paesi Bassi) Kacey Mottet Klein (Svizzera) | Martha Canga Antonio (Belgio) Tihana Lazović (Croazia) Lou de Laâge (Francia) Jella Haase (Germania) Daphné Patakia (Grecia) Sara Serraiocco (Italia) María Valverde (Spagna) | Anamaria Marinca (Romania) Marta Donzelli (Italia) Constantine Giannaris (Grecia) Tobias Kniebe (Germania) Rie Hedegaard (Danimarca)                |
| 2017 | Alessandro Borghi (Italia) Esben Smed (Danimarca) Louis Hofmann (Germania) Tudor Aaron Istodor (Romania) | Elīna Vaska (Lettonia) Hannah Hoekstra (Paesi Bassi) Karin Franz Körlof (Svezia) Maruša Majer (Slovenia) Victoria Guerra (Portogallo) Zofia Wichłacz (Polonia) | Dorka Gryllus (Ungheria) Lucinda Syson (Regno Unito) Pandora da Cunha Telles (Portogallo) Xavier Koller (Svizzera) Jan Lumholdt (Svezia)            |
| 2018 | Irakli Kvirikadze (Georgia) Franz Rogowski (Germania) Matteo Simoni (Belgio) Jonas Smulders (Paesi Bassi) | Alba August (Svezia) Michaela Coel (Regno Unito) Matilda De Angelis (Italia) Eili Harboe (Norvegia) Réka Tenki (Ungheria) Luna Wedler (Svizzera) | Mijke de Jong (Paesi Bassi) Ankica Juric Tilic (Croazia) Nicole Schmied (Austria) Eduardo Noriega (Spagna) Mode Steinkjer (Norvegia)                |
| 2019 | Ardalan Esmaili (Svezia) Blagoj Veselinov (Repubblica di Macedonia) Elliott Crosset Hove (Danimarca) Dawid Ogrodnik (Polonia) Milan Maric (Serbia) | Kristin Thora Haraldsdottir (Islanda) Aisling Franciosi (Irlanda) Emma Drogunova (Germania) Ine Marie Wilmann (Norvegia) Rea Lest-Liik (Estonia) | Avy Kaufman (USA) Ingvar Sigurdsson (Islanda) Macdara Kelleher (Irlanda) Tara Karajica (Serbia) Teona Strugar Mitevska (Repubblica di Macedonia)    |
| 2020 | Bartosz Bielenia (Polonia) Jonas Dassler (Germania) Levan Gelbakhiani (Georgia) Pääru Oja (Estonia) Bilal Wahib (Paesi Bassi) | Martina Apostolova (Bulgaria) Zita Hanrot (Francia) Joana Ribeiro (Portogallo) Ella Rumpf (Svizzera) Victoria Carmen Sonne (Danimarca) | Lucy Bevan (Regno Unito) Dome Karukoski (Finlandia) Vesela Kazakova (Bulgaria) Katarína Krnáčová (Slovacchia) Rüdiger Sturm (Germania)              |
| 2021 | Martijn Lakemeier (Paesi Bassi) Nicolas Maury (Francia) Albrecht Schuch (Germania) Gustav Lindh (Svezia) Fionn O'Shea (Irlanda) | Alba Baptista (Portogallo) Žygimantė Elena Jakštaitė (Lituania) Seidi Haarla (Finlandia) Sara Klimoska (Macedonia del Nord) Natasa Stork (Ungheria) | Cassandra Han (Stati Uniti) Antoneta Kastrati (Kosovo) René Ezra (Danimarca)                                                                        |
| 2022 | João Nunes Monteiro (Portogallo) Emilio Sakraya (Germania) Timon Sturbej (Slovenia) | Evin Ahmad (Svezia) Clare Dunne (Irlanda) Gracija Filipović (Croazia) Marie Reuther (Danimarca) Anamaria Vartolomei (Francia) Souheila Yacoub (Svizzera) Hanna van Vliet (Paesi Bassi) | Levan Akin (Svezia) Timka Grin (Bosnia ed Erzegovina) Sara Serraiocco (Italia) Bernard Michaux (Lussemburgo) Yun-hua Chen (Taiwan)                  |
| 2023 | Yannick Jozefzoon (Paesi Bassi) Thor Kristjansson (Islanda) | Leonie Benesch (Germania) Gizem Erdogan (Svezia) Kayije Kagame (Svizzera) Kristine Kujath Thorp (Norvegia) Joely Mbundu (Belgio) Benedetta Porcaroli (Italia) Judith State (Romania) Alina Tomnikov (Finlandia) | Jan Komasa (Polonia) Rebecca van Unen (Paesi Bassi) Maria Ekerhovd (Norvegia) Leo Barraclough (Regno Unito) Verónica Echegui (Spagna)               |
| 2024 | Thibaud Dooms (Belgio) Džiugas Grinys (Lituania) | Asta Kamma August (Svezia) Valentina Bellè (Italia) Suzy Bemba (Francia) Salome Demuria (Georgia) Éanna Hardwicke (Irlanda) Katharina Stark (Germania) Margarita Stoykova (Bulgaria) Kamila Urzędowska (Polonia) | Barbara Albert (Austria) Zivile Gallego (Lituania) Moe Dunford (Irlanda) Aisha Bywaters (Regno Unito) Vassilis Economou (Grecia)                    |
| 2025 | Kārlis Arnolds Avots (Lettonia) Vicente Wallenstein (Portogallo) Besir Zeciri (Danimarca) Šarūnas Zenkevičius (Lituania) | Frida Gustavsson (Svezia) Elín Hall (Islanda) Lidija Kordić (Montenegro) Devrim Lingnau (Germania) Maarja Johanna Mägi (Estonia) Marina Makris (Cipro) | Ludivine Sagnier (Francia) Radu Muntean (Romania) Amel Soudani (Svizzera) Vuk Perović (Montenegro) Pauline Hanson (Svezia)                          |